# Кумкале
Кумкале (тур. Kumkale — «Песчаная крепость»), также Ени-Кумкалекёй (тур. Yenikumkale) — деревня в Турции. Расположена на одноимённом мысе, напротив мысов Теке, Мехметчик (Геллес) и Кале, у западного входа в пролив Дарданеллы (Геллеспонт) из Эгейского моря, на азиатском берегу, где ширина пролива 4 км, на правом берегу реки Карамендерес (Малый Мендерес), в 5 км к северу от древнего города Троя и в 27 км от центра города Чанаккале. Относится к району Чанаккале в иле Чанаккале.

## История

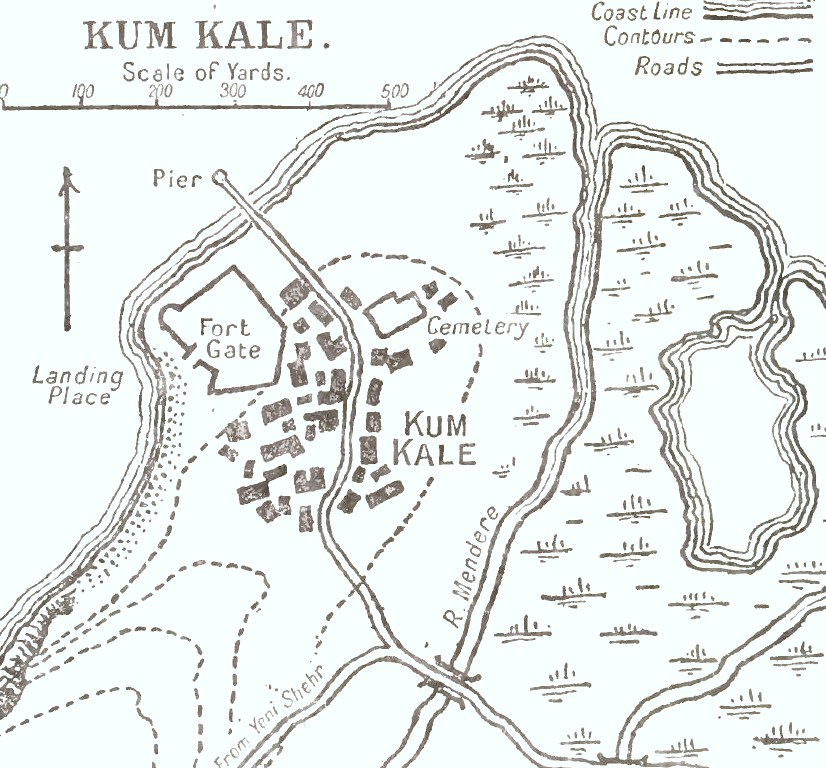
Кумкале в 1915 году

Кумкале находится на месте древнего портового города Сигей. Основан афинянами ещё в конце VII века до н. э., со временем был завоёван Митиленой. Это послужило поводом для войны между  митиленцем Питтаком и афинским тираном Писистратом. Тираном в Сигее стал сын Писистрата Гегесистрат. В 510 году до н. э. из Афин в Сигей бежал старший сын Писистрата Гиппий. Разрушен вскоре после гибели Персидского царства.

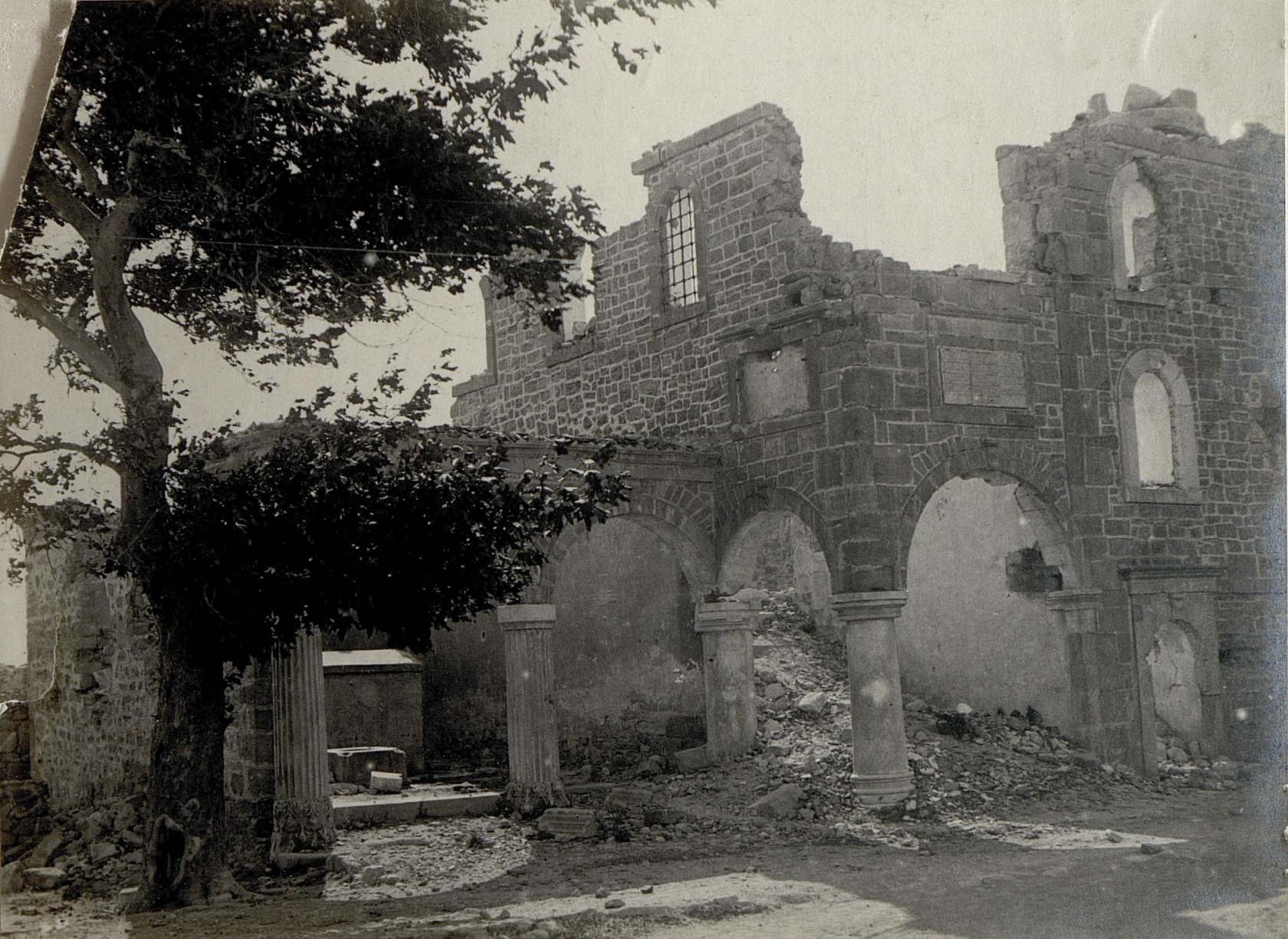
Руины мечети в Кумкале в 1915 году

В эпоху Кёпрюлю в 1657—1659 году на мысе Сигей великий визирь Кёпрюлю Мехмед-паша по приказу валиде-султан Турхан Хатидже, матери султана Мехмеда IV построил крепость Кумкале (Kumkale Kalesi) для защиты Черноморских проливов от венецианских нападений, одновременно с крепостью Седдюльбахир, расположенной прямо напротив, так называемые Новые Дарданеллы. Считается, что при строительстве Кумкале использовались камни, добытые из близлежащих карьеров, которые действовали в классический и римский периоды, а также из руин древнего города Трои. Крепости представляют собой массивные каменные постройки, которые много раз перестраивались. В XVIII веке крепость была отремонтирована и перестроена французскими инженерами, чтобы предотвратить продвижение Императорского Черноморского флота России в Эгейское море.
В период Дарданелльской операции Первой мировой войны крепость была обстреляна и разрушена англо-французской эскадрой. Также действовала батарея Чакалтепе (Çakaltepe Bataryası). Восточнее Кумкале находилась крепость Оркание (Orhaniye Tabyası). 3 ноября 1914 года крепости Оркание и Кумкале обстреливали французские броненосцы «Веритэ» и «Сюффрен». Обстрел продолжался 11 минут, крепости не были разрушены, но погибло около 150 солдат. 19 февраля 1915 года «Сюффрен», «Венджеанс», «Буве» и «Инфлексибл» обстреляли крепости Оркание и Кумкале. После многочасового обстрела были выведены из строя по одному орудию в Оркание и Кумкале. 25 февраля Кумкале обстреливал французский броненосец «Голуа». Турки вели слабый ответный огонь по кораблям: в Оркание и Кумкале стреляли по одному орудию. На следующий день британские эскадренные броненосцы «Триумф», «Альбион» и «Маджестик» вошли в пролив, обстреливая Седдюльбахир и Кумкале. Полевая артиллерия турок, расположенная около Кумкале, а также уцелевшие орудия фортов Кумкале и Оркание неоднократно уничтожали небольшие десанты британской морской пехоты, которые высаживали возле Седдюльбахира. 25 апреля 1915 года состоялась битва при Кумкале, в ходе которой была проведена высадка десанта французских войск, с участием десантной команды крейсера «Аскольд» Балтийского флота Российской империи с целью отвлечения сил турок от основного места высадки союзных войск — на мысе Геллес Галлипольского полуострова. Крепость Кумкале была подготовлена заблаговременно подготовлена немецким генералом Отто Лиманом фон Сандерсом к круговой обороне. В 4 утра французские корабли начали обстрел, в 7 — началась высадка десанта, к 11 часам Кумкале был взят французами. Десант встретил ожесточённое сопротивление турок и понёс определенные потери из состава французских солдат и шлюпочной команды русских матросов. Потери при штурме Кумкале и Енишер должны были быть намного больше, но метким артиллерийским огнем с крейсера "Аскольд" были подавлены все пулеметы противника. Под метким огнем "Аскольда" вооруженные только легким стрелковым оружием до 600 турецких солдат были вынуждены сдаться в плен, что никак не уменьшает их героическую борьбу. На следующий день командующий Ян Гамильтон приказал французам отступить из Кумкале к Седдюльбахиру, что осложнило дальнейший ход всей операции. Потери русских на два дня боев составили 4 убитых и 9 раненых. Героизм и профессионализм русской армии были по достоинству оценены союзным командованием и лично Императором Николаем II. После блестящей выполненой задачи по отвлекающему маневру экипаж "Аскольда" продолжил выполнять свою боевую задачу совместно с эскадрой союзников на месте основного десанта.
Генерал Сандерс расценил уход французов из Кумкале как факт, коренным образом меняющий всю ситуацию в его пользу. 28 января 1918 года береговой артиллерией у Кумкале была потоплена британская подлодка HMS E14. Деревня Кумкале была разрушена французскими войсками. Современная деревня расположена в 3 км к юго-востоку от крепости. К северо-востоку от деревни расположен мемориал туркам, погибшим на Кумкале (Kumkale Şehitliği), открытый в 1983 году и отремонтированный в 1998 году. В 2019 году, спустя 104 года после битвы у Кумкале было обнаружено захоронение 619 турецких солдат.
Сохранились пять южных башен крепости, северные были полностью разрушены во время Первой мировой войны. Вместо разрушенный башен были построены бонеты. 13 бонетов всё ещё используются. У южной стены крепости были построены мечеть и хаммам. Также есть пирс и волнолом. В настоящее время крепость Кумкале занимает воинская часть. Из города Чанаккале в Кумкале идет старинная каменная дорога, поворачивающаяся влево в направлении крепости Енишер. Поворот направо  запрещен и висит предупреждающая табличка на турецком языке, что территория воинской части, проход воспрещен.
Память. На противоположном берегу пролива находится французское кладбище Первой Мировой войны, где захоронены погибшие солдаты Франции. Здесь же, в безымянной братской могиле покоятся погибшие при десанте на Кумкале русские матросы, а также скончашиеся позже от ран. Согласно проекта Блинова М.Ю. и Черкашина Н.А. к 100-летию Дарданелльской операции планировалось установить памятные знаки между крепостью Кумкале и Енишер солдатам армии Турции, Франции и России.  